# Bolsa Família

Het Bolsa Família logo

Bolsa Família (officieel Programa Bolsa Família, PBF; Portugees “Programma voor gezinstoelage”) is een sociaal programma van de Braziliaanse federale regering, in oktober 2003 ingevoerd onder de regering van president Lula da Silva. Het programma is een combinatie van een vijftal federale programma’s, onder meer in het kader van het Fome Zero-beleid. 
De Bolsa Família-toelage wordt toegekend aan de armste gezinnen, op enkele voorwaarden zoals het nakomen van de schoolplicht en het deelnemen aan vaccinatiecampagnes door de kinderen.  
Bolsa Família wordt wereldwijd beschouwd als een van de meest succesvolle programma’s voor armoedebestrijding, onder meer door het klassiek-liberale magazine The Economist en het Franse dagblad Le Monde.